# هيكتور فيغيروا
هيكتور فيغيروا (بالإسبانية: Héctor Figueroa) (30 أكتوبر 1988 بلاس بالماس دي غران كناريا في إسبانيا - ) هو لاعب كرة قدم إسباني في مركز الهجوم. لعب مع بييا سانتا بريخيدا ونادي لاس بالماس ونادي هويسكا وEstrella CF ‏ وUD Villa de Santa Brígida B ‏.

## وصلات خارجية
- هيكتور فيغيروا على موقع قاعدة بيانات كرة القدم.إي يو (الإنجليزية)
- هيكتور فيغيروا على موقع Soccerway.com (الإنجليزية)
- هيكتور فيغيروا على موقع AS.com (الإسبانية)